# Plutodes exquisita
Plutodes exquisita là một loài bướm đêm trong họ Geometridae.